# Hysacam
 (janvier 2023).
Si vous disposez d'ouvrages ou d'articles de référence ou si vous connaissez des sites web de qualité traitant du thème abordé ici, merci de compléter l'article en donnant les références utiles à sa vérifiabilité et en les liant à la section « Notes et références ».
Hysacam (acronyme de Hygiène et salubrité du Cameroun) est une entreprise camerounaise chargée de l'assainissement public. Elle a pour mission la collecte et traitement des déchets solides produits par les ménages ; le nettoyage et le balayage des rues, places et marchés ; et l'et ingénierie urbaine auprès des collectivités territoriales au Cameroun.

## Histoire

### Débuts
Hysacam est créée en 1969 à Douala avec la responsabilité d’assurer la maîtrise de l’hygiène et de la salubrité de la ville. La société est une filiale du groupe français Grandjouan, associé de la Société industrielle des transports automobiles (SITA). Avec 10 camions et 133 employés (dont quelques cadres occidentaux) pour desservir environ 500 000 personnes. Avec des bennes tasseuses pour la collecte porte-à-porte, ampli-roll pour la collecte à points fixes... l’entreprise se voit confier, 10 ans après, en 1979, le nettoyage de la ville de Yaoundé.

### Développement
En 1987, avec la loi No 87-015 du 15 juillet créant les Communautés urbaines de Douala et de Yaoundé, l’hygiène et la salubrité des villes est confiée aux communautés urbaines. Avec la mauvaise santé financière de Hysacam, des initiatives se multiplient. Des entreprises des travaux publics investissent, sans expérience, le secteur de la propreté. Des « montagnes » d’ordures obstruent les routes, bouchent les caniveaux, provoquent des inondations et mettent en péril la santé des populations. 

Agents au travail à Douala
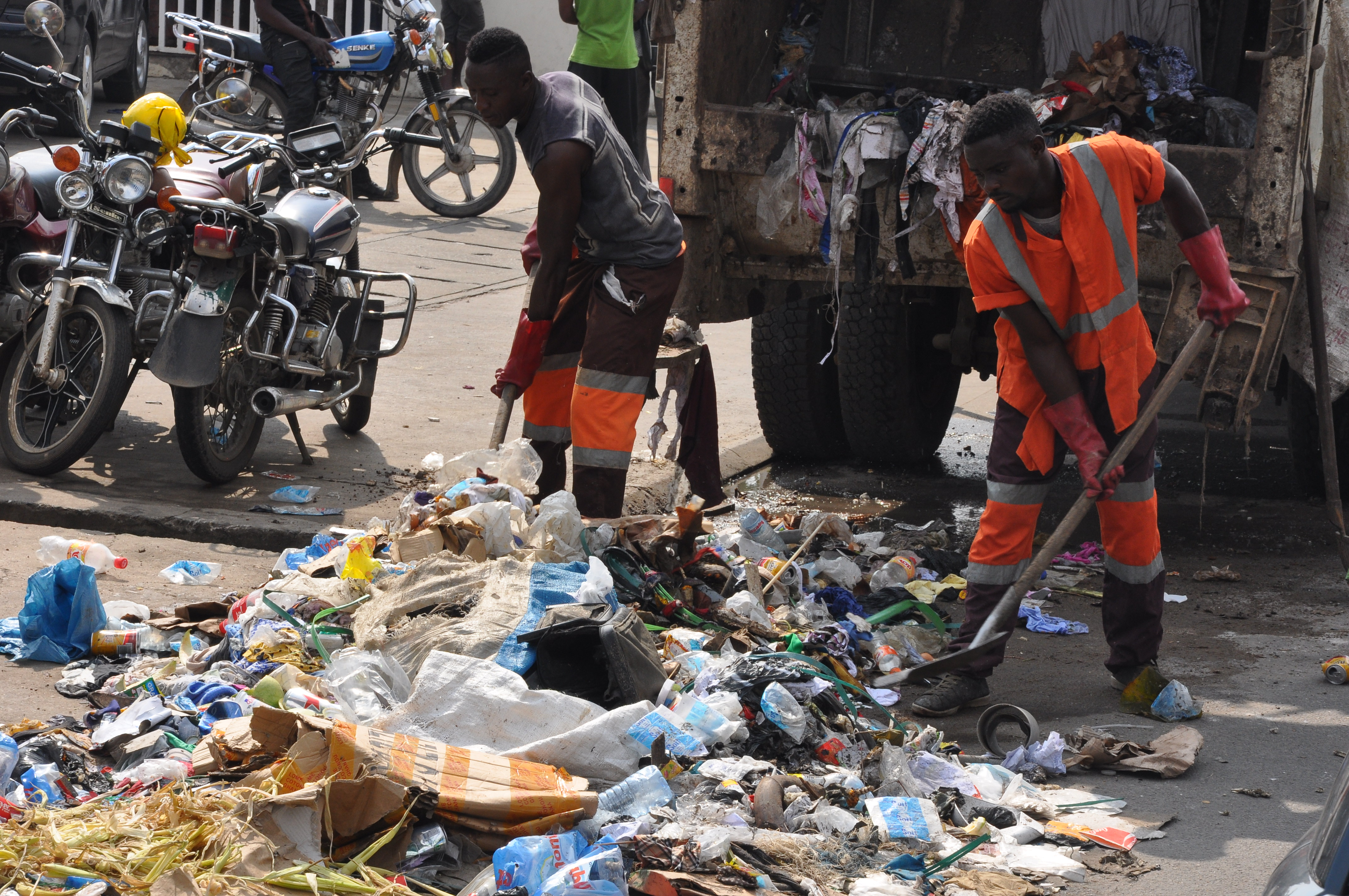
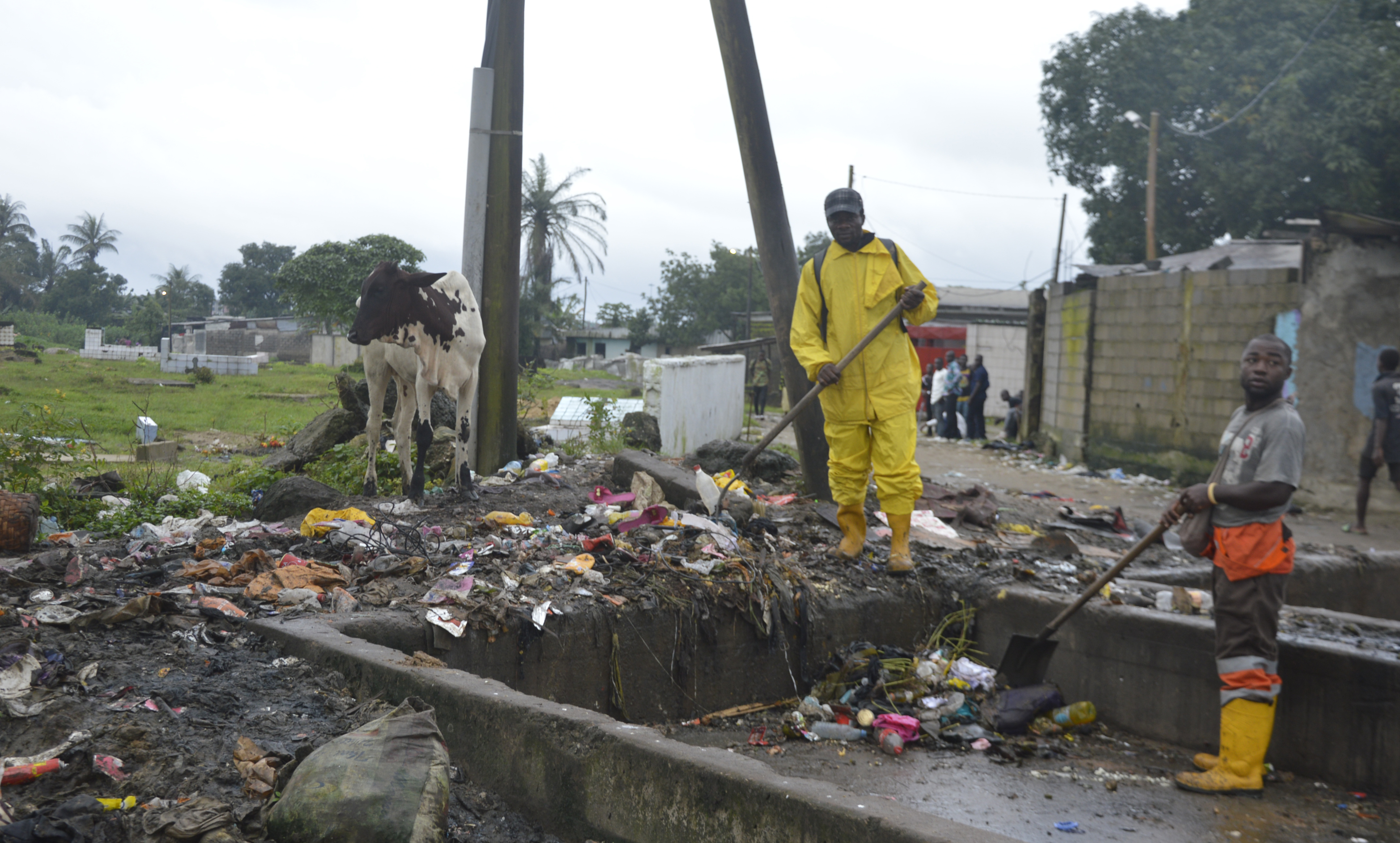
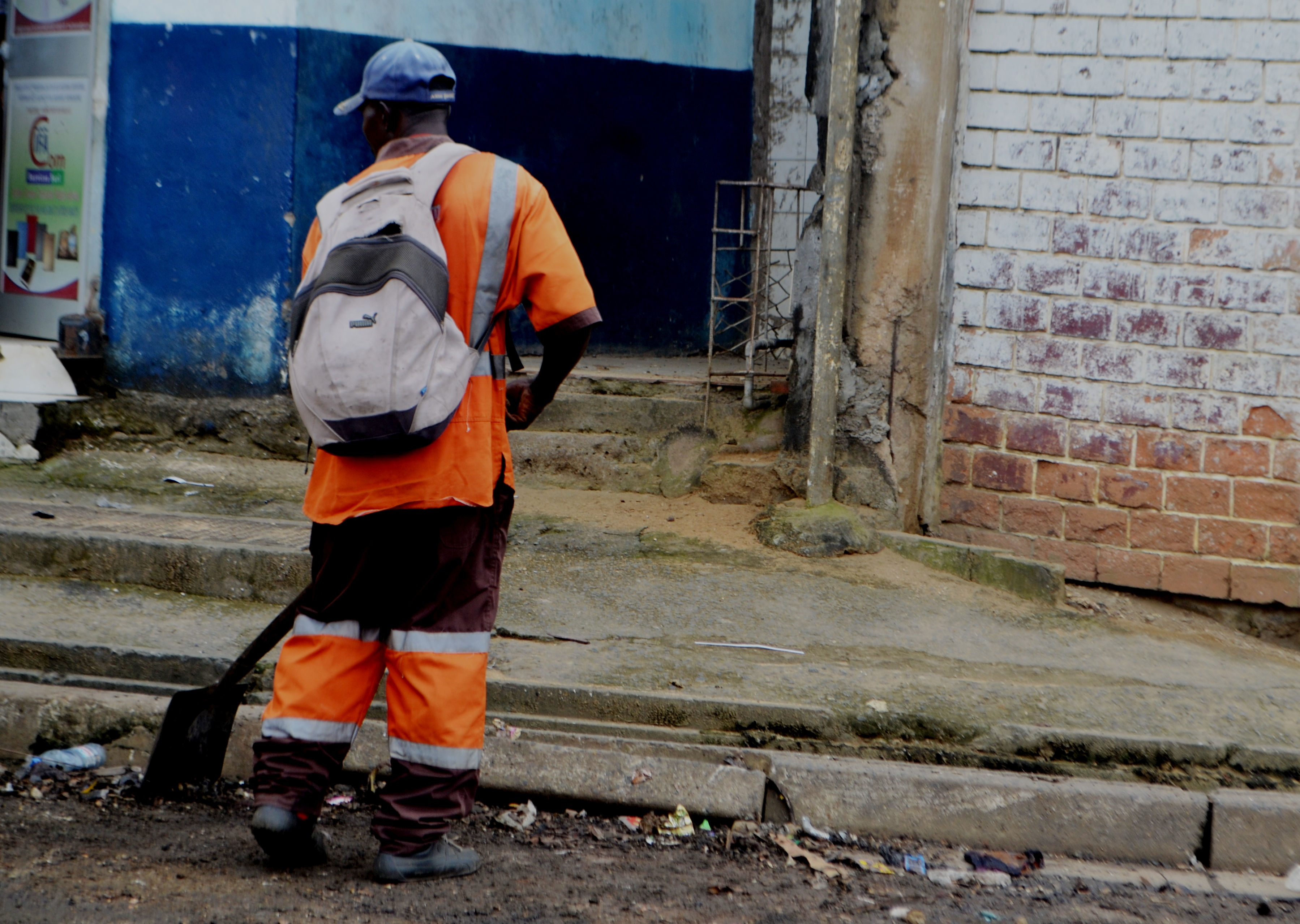
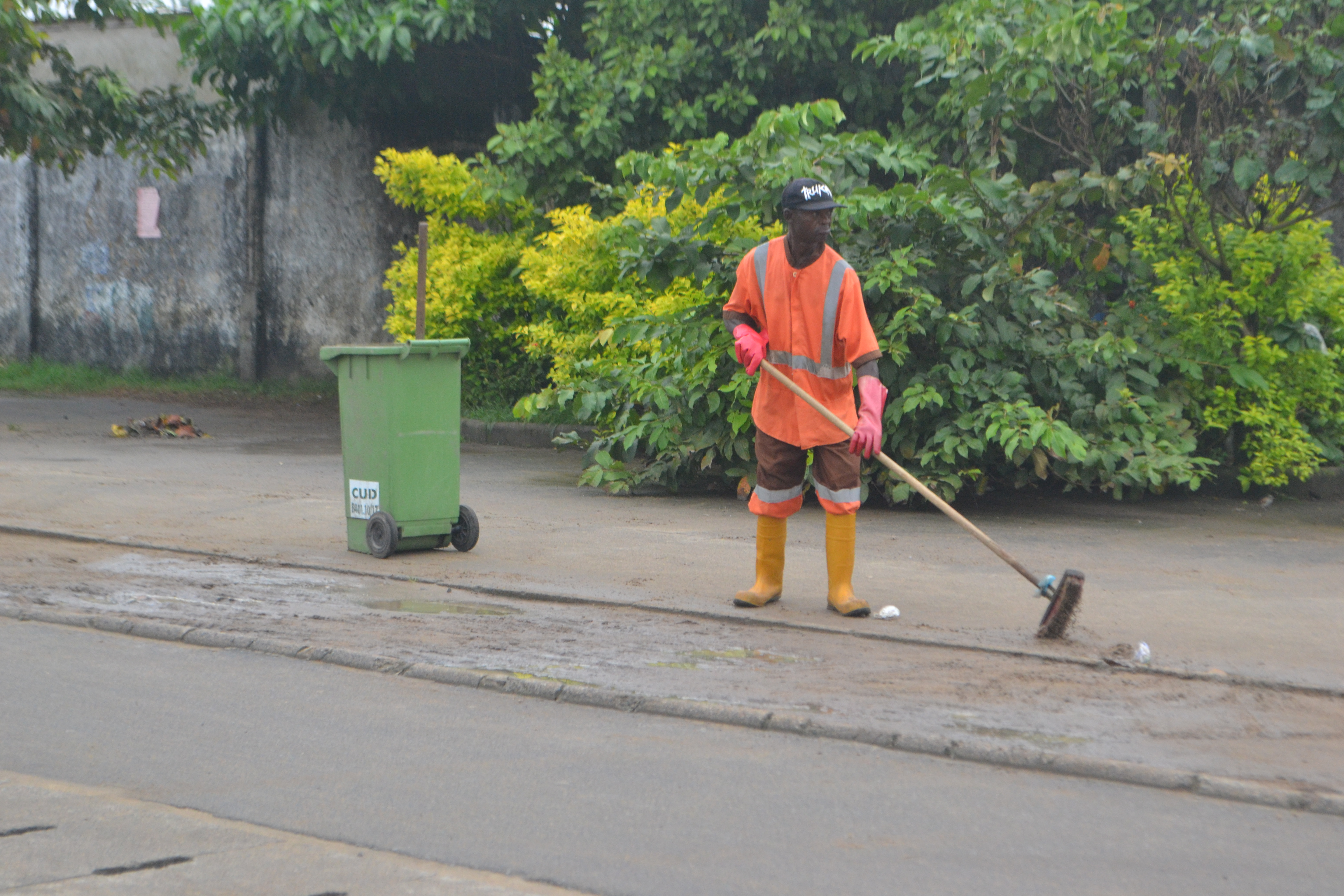

Entretemps, Hysacam se restructure et nationalise ses cadres avec Michel Ngapanoun, assisté d’une douzaine d’ingénieurs, cadres et spécialistes d’horizons divers. Hysacam reprend le contrat de la propreté à Yaoundé, couvre entièrement Douala.
Le nombre d’employés passe rapidement à plus de 1 000 personnes. 
En 2001, Hysacam renouvelle son parc matériel : 90 camions spécialisés dont 4 balayeuses mécaniques et deux compacteurs.
Le 5 décembre 2006, Veolia Propreté signe un accord avec Hysacam et la compagnie s'étend à Bafoussam, Limbé et Kribi et réalise un chiffre d'affaires de 9 milliards de FCFA avec 2000 employés bénéficiant d'une couverture maladie à 80 %.
Avec 130 camions, 14 engins lourds, 4 balayeuses mécaniques, et 2000 bacs à ordures, l’entreprise collecte auprès de plus de cinq millions de personnes dans ces villes, soit plus de trois mille tonnes d’ordures ménagères par jour. Des partenariats avec des ministères, des organismes de financement et des projets se mettent en place (captage du biogaz à Nkolfoulou, compostage à Douala).
En 2007, avec la convention avec Veolia Propreté, des projets et accords se mettent en route et aboutissent à la commande de 80 nouveaux camions. Hysacam se lance sur le marché international.

Véhicules Hysacam
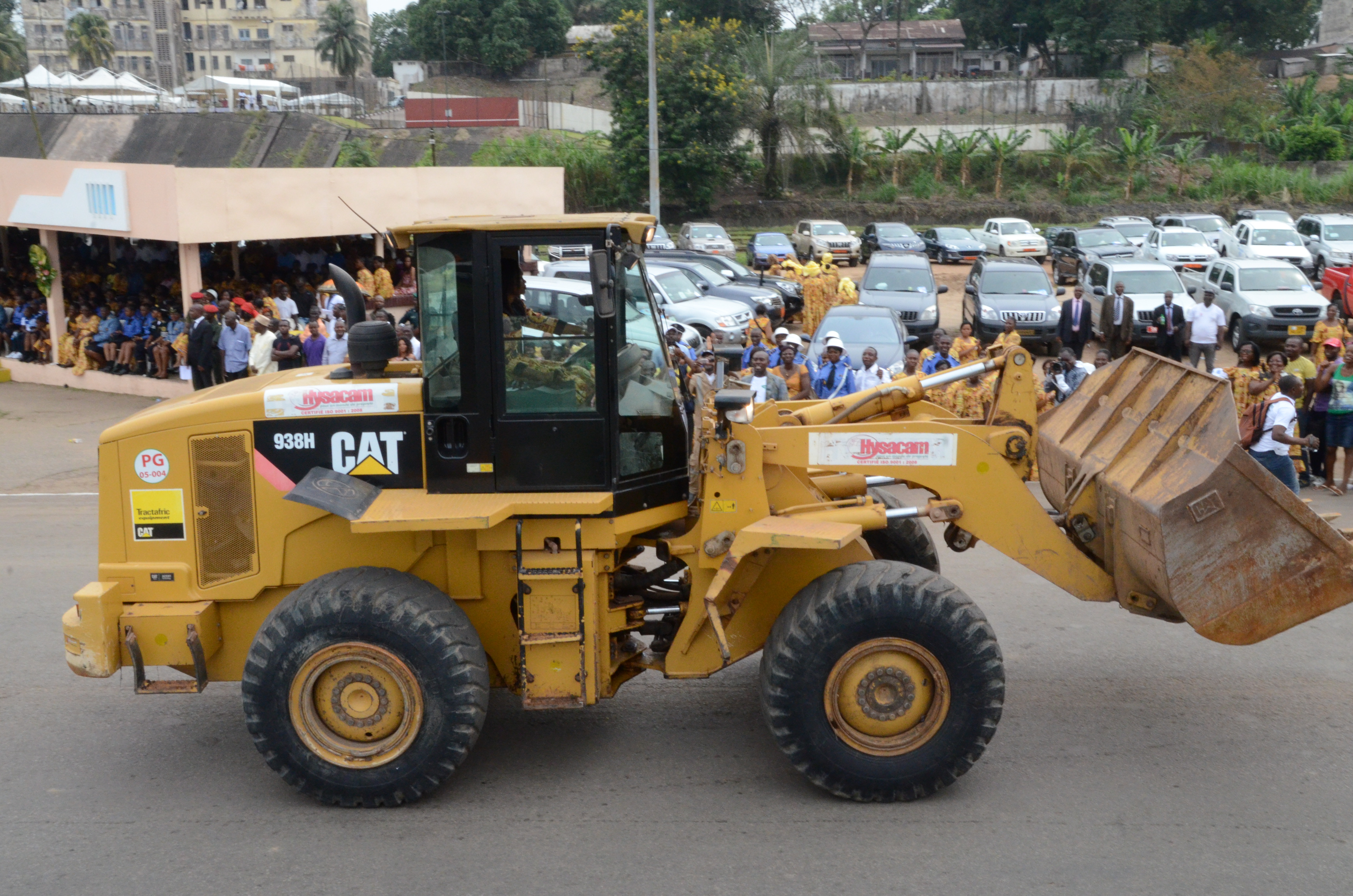
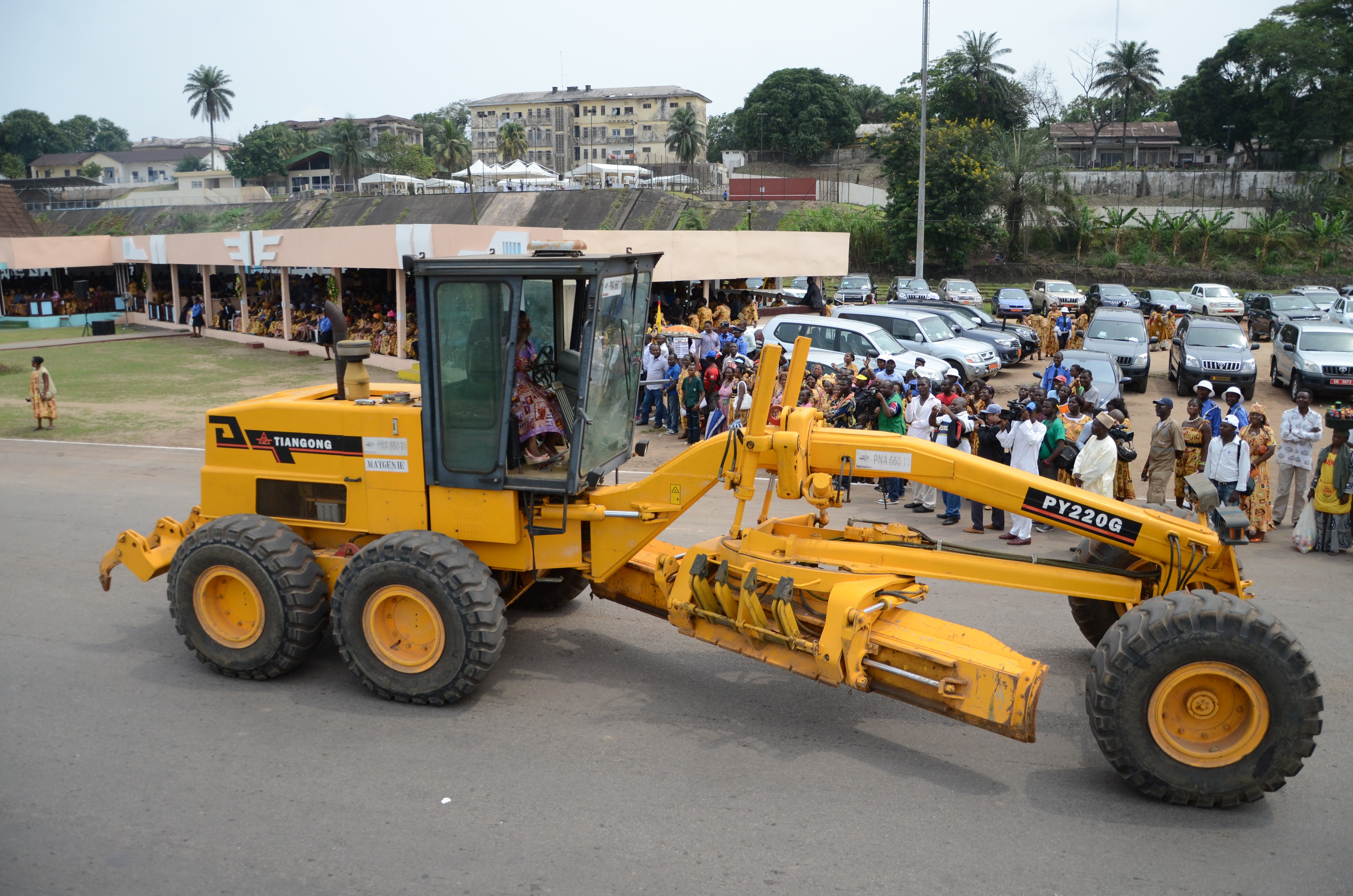
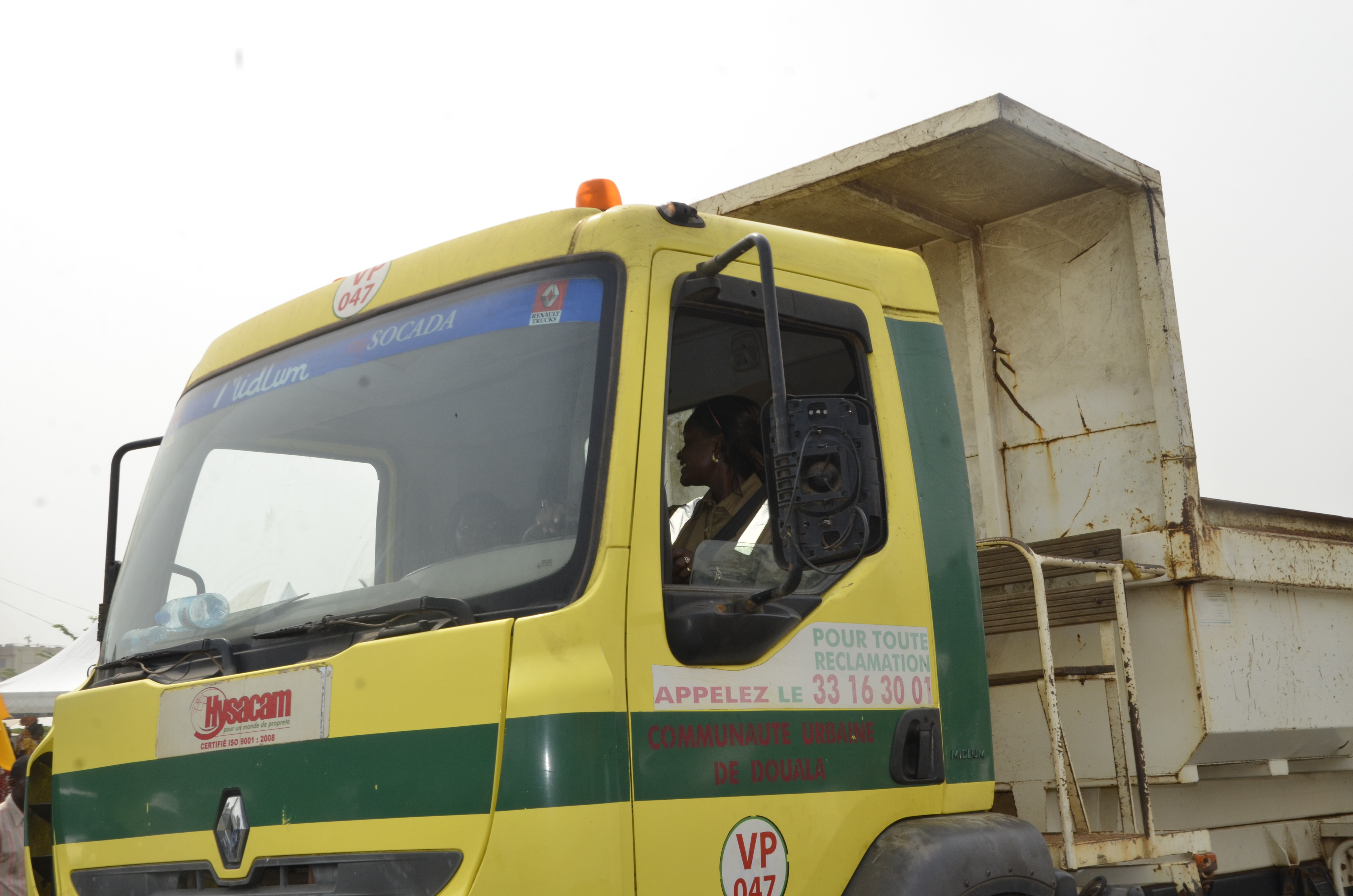
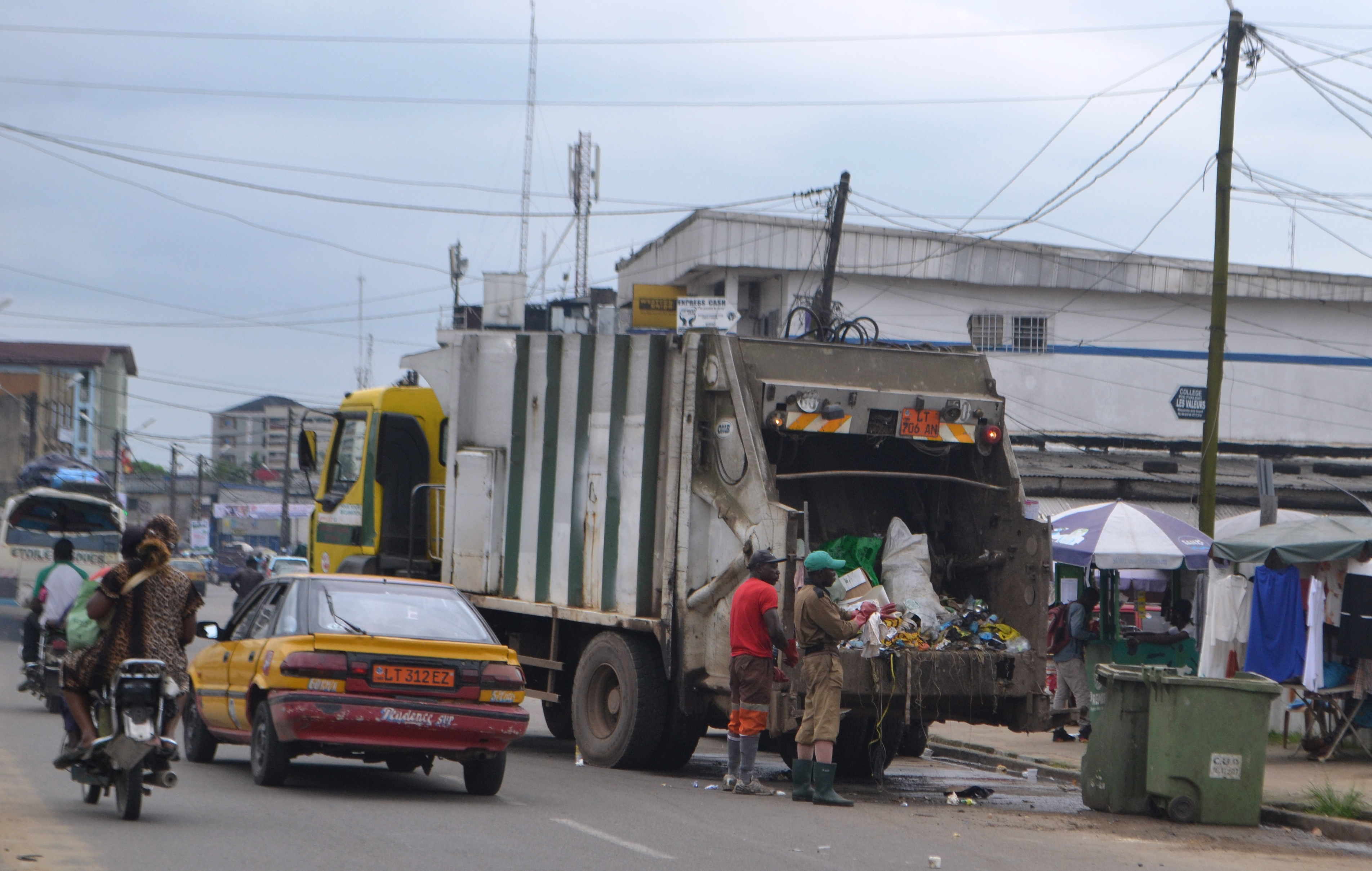
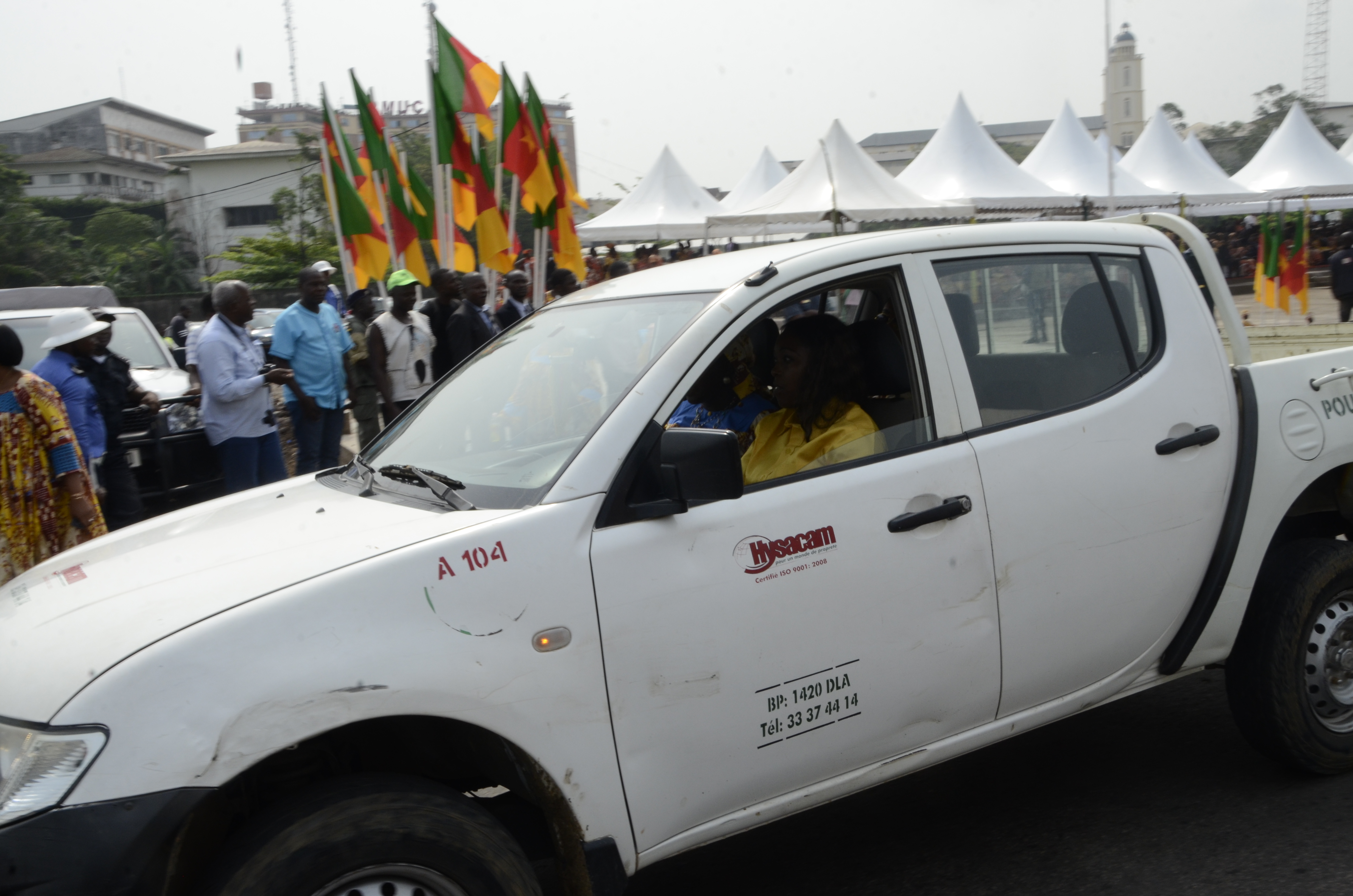

En 2008, le groupe bénéficie d'une extension géographique à Édéa, Garoua, Maroua, Ngaoundéré, Bagangté et Bangou.
La même année, l’entreprise lance le premier projet de récupération des gaz à effet de serre de la sous-région grâce à un partenariat avec la SGBC et ORBEO
En 2011, Hysacam Inaugure la première centrale de captage et de traitement du biogaz d’Afrique centrale (Nkolfoulou, à Yaoundé) et acquiert en même temps plus de 125 camions. Plus de 5 000 tonnes de déchets sont collectées.[réf. nécessaire] L'entreprise réalise un chiffre d'affaires de 30,5 millions d'euros avec 5 000 salariés.
En 2014, c'est l'inauguration de la centrale de captage et de traitement du Biogaz de Douala – PK 10.
En 2017, le groupe lance des activités à Bamenda et Kumba.
En octobre 2017, l'entreprise signe une convention avec un nombre de créanciers pour obtenir un prêt de 37,35 millions d'euros.
L'entreprise ambitionne de devenir un producteur d'énergie entre 2020 et 2021 en réutilisant le méthane issu des décharges.

### Activités à l'international
En 2008, le groupe s'étend à Niamey au Niger.
En 2013, Hysacam s'étend à Monrovia au Liberia.
En 2014, Hysacam s'exporte au Bénin et ouvre Hysaa, la filiale d’Hysacam à Cotonou.
Hyascam s'implante dans différentes villes du continent, au Tchad, au Niger, au Liberia et au Bénin, mais, constatant les difficultés d'être payé par les municipalités et les changements politiques, choisit de fermer ses filiales à l'étranger (avant 2017),.
Début janvier 2023, Hysacam affiche ses ambitions à l'étranger en se dotant d'une direction internationale. Déjà présent au Bénin et au Libéria, l'entreprise envisage de faire du continent africain un « relais de croissance », pour reprendre les mots de Michel Ngapanoun. 